# Wołochowszczyzna
Wołochowszczyzna lub Wołochowszczyna (biał. Валахоўшчына, Wałachouszczyna, ros. Волоховщина, Wołochowszczina) – wieś na Białorusi, w obwodzie homelskim, w rejonie brahińskim, w sielsowiecie Małożyn.

## Położenie
Wieś znajduje się 7 km na południe od Brahina, 36 km od stacji kolejowej Chojniki (na odgałęzieniu Wasilewicze – Chojniki od linii Kalinkowicze – Homel), 126 km od Homla. Połączenie drogowe poprzez wiejską drogę lokalną, a następnie drogą Komaryn – Chojniki.

## Charakterystyka
Wieś w 2004 roku liczyła 16 gospodarstw i 32 mieszkańców. Jej plan składa się z nieco wygiętej ulicy biegnącej z południowego zachodu na północny wschód, zabudowanej tradycyjnymi drewnianymi domami wiejskimi.

## Historia
Dokonane w XIX wieku odkrycia archeologiczne świadczą o działalności człowieka na tym obszarze w dalekiej przeszłości. Na podstawie źródeł pisanych miejscowość znana jest od początku XIX wieku jako wieś w powiecie rzeczyckim guberni mińskiej Imperium Rosyjskiego. W 1850 roku liczyła 10 gospodarstw i 66 mieszkańców. W 1893 roku znajdowała się w 1 okręgu policyjnym, w gminie Brahin powiatu rzeczyckiego. W 1897 roku była siołem w brahińskiej parafii prawosławnej, w wołosti Brahin. Według spisu z tego samego roku było w niej 19 gospodarstw i 137 mieszkańców. W 1908 roku liczyła 25 gospodarstw i 231 mieszkańców. W 1921 roku znajdowało się w niej 11 budynków. W 1931 roku w miejscowości zorganizowano kołchoz im. Tarasa Szewczenki, pracowała kuźnia. Według spisu z 1959 roku mieszkało w niej 320 osób. W 2004 roku wchodziła w skład sielsowietu Sporysz, następnie sielsowietu Dublin. Od 2006 roku w sielsowiecie Czemerysy, od grudnia 2009 roku w sielsowiecie Małożyn.
We wsi urodził się Bohater Pracy Socjalistycznej I. P. Martynienka.